# Азорская вечерница
Азорская вечерница (лат. Nyctalus azoreum) — млекопитающее отряда рукокрылых. Эндемик Азорских островов.

## Описание
Длина тела составляет до 6 см, размах крыльев — около 30 см. Короткая, блестящая шерсть плотно прилегает к телу, её окраска в целом от красновато-коричневого до тёмно-коричневого цвета.

## Распространение
Вид обитает на семи из девяти Азорских островов на высоте от 0 до 600 м над уровнем моря.

## Образ жизни
Охотится на насекомых преимущественно днём. Часто их можно увидеть у источников искусственного освещения (например, фонарей). Большинство материнских колоний, вероятно, расположены в зданиях, деревьях и ущельях. 

## Размножение
О биологии размножения ничего не известно.